# Смирнова, Анна Сергеевна
Анна Сергеевна Смирнова (род. 24 мая 2000, Барнаул) — российская фехтовальщица, соревнующаяся на саблях, серебряный призёр чемпионата России (2021), член сборной команды России по фехтованию, мастер спорта.

## Биография
Родилась в Барнауле, Алтайский край. В фехтовании с 2009 года. Училась в Центре спортивной подготовки Алтайского края и Алтайском училища олимпийского резерва. Тренер — Валериан Владимирович Феоктистов.
На чемпионатах России дебютировала в 16 лет, заняв на чемпионате России 2016 в Омске 24-е место. В следующем году Анна Смирнова стала 15-й.
Первого успеха Анна Смирнова добилась в сезоне 2019-2020, на чемпионате России по фехтованию среди юниоров в Арзамасе, завоевав бронзу в турнире саблисток.
На взрослом уровне Анна Смирнова добилась успеха 2021 году на чемпионате России по фехтованию в Новосибирске, завоевав серебряную медаль. В финале турнира саблисток Анна проиграла более титулованной Софии Поздняковой.
19 мая 2023 года в Нижнем Новгороде победила на турнире по сабле на молодёжном первенстве России по фехтованию среди спортсменов до 23 лет.
По данным Федерации фехтования России, в сезоне 2022—2023 года занимала 10 место во взрослом рейтинге российских фехтовальщиц.

## Скандал
27 июля 2023 года Ольга Харлан со счётом 15:7 одержала победу над российской саблисткой Анной Смирновой, выступающей в нейтральном статусе в связи с вторжением России на Украину, на чемпионате мира в Милане. Она стала первой украинской спортсменкой, которая выступала на соревнованиях против российской спортсменки после начала вторжения (за исключением теннисных турниров).
После поединка Смирнова подошла к Харлан, чтобы пожать руку, но Харлан отказалась это сделать, выставив вперёд саблю и что-то сказав. По словам министра спорта Украины Вадима Гутцайта, Харлан предложила Смирновой коснуться клинками взамен рукопожатия.
Согласно правилам Международной федерации фехтования, без рукопожатия поединок не считается оконченным. Смирнова обратилась к судьям и подала протест на нарушение регламента, который был отклонен. После этого она более 50 минут оставалась на площадке, организаторы принесли ей стул.
Глава Федерации фехтования России Ильгар Мамедов заявил, что федерация будет добиваться отмены результата поединка. Международная федерация фехтования отклонила протест Смирновой на итог поединка, но при этом присудила Харлан техническое поражение в следующей стадии, тем самым дисквалифицировав её из турнира.
Вадим Гутцайт сказал: «Есть случаи, когда израильтяне и арабские спортсмены не жмут друг другу руки, а касаются клинками. И судьи это приняли. Так и тут». Но Смирнова настаивала на том, чтобы совершить рукопожатие вместо прикосновения клинками.
28 июля президент Международного олимпийского комитета Томас Бах направил в адрес Министерства спорта Украины письмо, в котором сообщил, что для Харлан выделят дополнительную квоту для участия в турнире по фехтованию Олимпийских игр 2024, если она не наберёт нужное количество квалификационных очков из-за дисквалификации. В тот же день Международная федерация фехтования отменила дисквалификацию Харлан, таким образом она примет участие в командном турнире саблисток на чемпионате мира.